# Josiah Wells
Josiah Wells (* 18. Mai 1990 in Dunedin) ist ein neuseeländischer Freestyle-Skier. Er startet in den Freestyledisziplinen.

## Werdegang
Wells debütierte im März 2006 in Apex im Freestyle-Skiing-Weltcup und belegte dabei den zehnten Rang im Halfpipe-Wettbewerb. Bei den Winter-X-Games 2008 in Aspen gewann er Silber im Slopestyle. Seit der Saison 2008/09 nimmt er ebenfalls an Wettbewerben der AFP World Tour teil. Dabei holte er im Februar 2009 bei den Nippon Open in Inawashiro im Big Air seinen ersten Sieg. Bei den Freestyle-Skiing-Weltmeisterschaften 2009 in Inawashiro wurde er auf der Halfpipe Achter. Zu Beginn der Saison 2009/10 gewann er bei den New Zealand Freeski Open in Cardrona auf der Halfpipe. Im weiteren Saisonverlauf siegte er auf der Halfpipe bei der Winter Dew Tour in Snowbasin und im Slopestyle bei den Austrian Freeski Open in Kaprun. Bei den Winter-X-Games 2010 in Aspen holte er Silber im Superpipe-Wettbewerb und bei den Winter-X-Games-Europe 2010 in Tignes Bronze im Slopestyle. Die Saison beendete er auf den fünften Platz in der AFP World Tour Slopestylewertung und den ersten Rang in der AFP World Tour Halfpipewertung. Bei den Freestyle-Skiing-Weltmeisterschaften 2011 in Park City errang er den 13. Platz im Slopestyle und den neunten Rang auf der Halfpipe. Zu Beginn der Saison 2011/12 holte er bei den New Zealand Winter Games in Cardrona im Big Air die Bronzemedaille und auf der Halfpipe und im Slopestyle die Silbermedaille. Im weiteren Saisonverlauf siegte er im Slopestyle bei den New Zealand Freeski Open in Cardrona und beim Relentless Freeze Festival in London. Bei den Winter-X-Games 2012 in Aspen gewann er Bronze im Big Air. Die Saison beendete er auf den dritten Platz in der AFP World Tour Gesamtwertung. Im März 2013 holte er bei den Winter-X-Games-Europe in Tignes Silber im Slopestyle. Im selben Monat kam er bei den  Freestyle-Skiing-Weltmeisterschaften 2013 in Voss im Slopestyle auf den 58. Platz und im Halfpipe-Wettbewerb auf den 19. Rang. In der Saison 2013/14, die er auf den vierten Platz im Slopestyle-Weltcup beendete, holte er im Slopestyle in Gstaad seinen ersten Weltcupsieg. Bei seiner ersten Olympiateilnahme 2014 in Sotschi erreichte er den 11. Platz im Slopestyle und den vierten Rang im Halfpipe-Wettbewerb. In der Saison 2014/15 gewann er im Slopestyle bei den European Freeski Open in Laax und belegte bei den New Zealand Freeski Open in Cardrona auf der Halfpipe und im Slopestyle den dritten Platz. Die Saison beendete er auf dem zweiten Platz in der AFP World Tour Gesamtwertung. Nach Platz vier im Slopestyle zu Beginn der folgenden Saison bei den Winter Games New Zealand und FIS-Weltcup in Cardrona errang er den zweiten Platz im Slopestyle bei der Winter Dew Tour in Breckenridge. Bei den Winter-X-Games 2016 in Aspen gewann er die Goldmedaille im Slopestyle. Zudem wurde er Achter im Big Air. Ende Februar 2016 errang er bei den X-Games Oslo 2016 den 11. Platz im Big Air. In der Saison 2016/17 kam er bei den Winter-X-Games 2017 und bei den X-Games Norway 2017 in Hafjell jeweils auf den neunten Platz im Slopestyle.